# 曼贾拉河
曼贾拉河是印度戈达瓦里河的支流，流经马哈拉施特拉邦、卡纳塔克邦和特伦甘纳邦。它起源于海拔823米（2,700英尺）的巴拉加特山脉，最後注入戈达瓦里河，总流域面积30,844平方（3,084,400公頃） 。 

## 描述
曼贾拉河的源头在比德县的高卡迪村附近。它从奥斯马纳巴德区的北部边界流出，穿过拉图尔区流向卡纳塔克邦的比达尔区，最终流入特伦甘纳邦。它在巴拉加特高原上的支流有塔纳河、塔瓦加河和戈拉尼河，而它的其他支流则有流经北部平原的曼雅德河、特鲁河和伦迪河。